# Barry Marshall
Barry James Marshall AC FRS (Kalgoorlie, Austràlia 1951) és un metge i professor universitari australià guardonat amb el Premi Nobel de Medicina o Fisiologia l'any 2005.

## Biografia
Va néixer el 30 de setembre de 1951 a la ciutat de Kalgoorlie, població situada a l'estat d'Austràlia Occidental. L'any 1958 es traslladà amb la seva família a Perth, on va estudiar medicina a la Universitat d'Austràlia Occidental, aconseguint graduar-se en cirurgia l'any 1975. Entre 1977 i 1986 fou membre del Royal Perth Hospital, on conegué Robin Warren, aquell any es traslladà fins a la Universitat de Virgínia (Estats Units), i des de 1996 és professor de microbiologia clínica de la Universitat d'Austràlia Occidental.
Membre de la Royal Society de Londres, l'any 2007 li fou concedida l'Orde d'Austràlia, la màxima condecoració nobiliar australiana concedida per la reina Elisabet II del Regne Unit.

## Recerca científica
Al costat de Robin Warren aconseguí demostrar l'any 1982 la participació del bacteri Helicobacter pylori en el desenvolupament de l'úlcera pèptica i el càncer d'estómac, refusant així les teories que l'emmarcaven en l'estrès, menjar picant o hipersecreació àcida. Inicialment la comunitat científica no va prendre seriosament aquesta hipòtesi, creient que els bacteris no podien sobreviure en un ambient tant àcid com el present a l'estómac. Per tal de demostrar la seva recerca Marshall va empasar-se un cultiu d'aquest bacteri desenvolupant en menys d'una setmana una colitis. L'any 1984, durant la seva estada a l'Hospital Fremantle, va aconseguir confirmar un dels postulats de Koch entre aquest bacteri i la gastritis, però no ho aconseguí amb l'úlcera.
L'any 2005 fou guardonat, juntament amb Robin Warren, amb el Premi Nobel de Medicina o Fisiologia pel descobriment del bacteri "Helicobacter pylori" i el seu paper en la malaltia de l'úlcera pèptica i la gastritis.